# Aidan Turner
Aidan Turner (n. 19 iunie 1983, Clondalkin⁠(d), Leinster⁠(d), Irlanda) este un actor irlandez. A jucat în roluri precum Kíli în trilogia fantastică Hobbitul și Ross Poldark în adaptarea BBC a romanelor Poldark de Winston Graham. Printre rolurile de televiziune notabile se numără cel al lui Dante Gabriel Rossetti în Desperate Romantics, Ruairí McGowan în The Clinic și John Mitchell în serialul  Being Human.

## Tinerețe
Turner s-a născut în Clondalkin, un oraș aflat în apropiere Dublin, Irlanda. Familia s-a mutat mai târziu în Walkinstown. Turner a urmat școala gimnazială la Colegiul Comunitar St Mac Dara din Templeogue. Turner a declarat: „Probabil că nu am fost un elev prea bun. Aveam o mașină când aveam 17 ani, așa că obișnuiam să chiulesc de școală când puteam și să mă duc cu mașina să joc biliard la Tallaght. Nu știu cum știam, dar m-am convins că rezultatele [examenului meu final] nu vor conta niciodată pentru mine”